# Nannastacus spinosus
Nannastacus spinosus is een zeekommasoort uit de familie van de Nannastacidae. De wetenschappelijke naam van de soort is voor het eerst geldig gepubliceerd in 1875 door Paulson.